# CD Projekt
CD Projekt SA (do 25 lipca 2011 Optimus SA) – polska spółka akcyjna zajmująca się produkcją i dystrybucją gier komputerowych za pośrednictwem swoich jednostek zależnych. Podmiot dominujący grupy kapitałowej CD Projekt.
Spółka istniała pod swoją pierwotną nazwą w okresie 1988–2011. W latach 90. była jednym z największych producentów komputerów klasy PC w Polsce, następnie poszerzyła działalność na produkcję kas fiskalnych, dostarczanie zintegrowanych rozwiązań informatycznych dla urzędów i dużych przedsiębiorstw oraz stworzyła jeden z wiodących polskich portali internetowych Onet.pl.
Po podziale i kolejnych przekształceniach struktury kapitałowej, Optimus przejął CDP Investment i skoncentrował się prawie wyłącznie na produkcji, lokalizacji i dystrybucji gier komputerowych.
W 2020 roku CD Projekt został umieszczony na pierwszym miejscu w Rankingu 100 Największych Polskich Firm Prywatnych

## Działalność spółki CD Projekt
CD Projekt jest spółką notowaną na Giełdzie Papierów Wartościowych w Warszawie. Na dzień 25 września 2024, najwyższym kursem akcji spółki był poziom 424,99 PLN, który został osiągnięty 19 sierpnia 2018 roku. Jej główna działalność obejmuje produkcję gier komputerowych, jak również, poprzez spółki zależne, cyfrową dystrybucję programów i filmów innych twórców. Studio deweloperskie CD Projekt Red, będące od października 2011 roku prawnie częścią spółki, zajmuje się przede wszystkim produkcją gier opartych na serii powieści o Wiedźminie Andrzeja Sapkowskiego.
27 czerwca 2024 roku spółka wypłaciła inwestorom dywidendę w wysokości 1 PLN na akcję. Wartość dywidendy wyniosła 99 910.51 złotych, natomiast stopa dywidendy 0,72%.

### Grupa kapitałowa
CD Projekt jest główną spółką grupy kapitałowej, do której należą także:
- CD Projekt Red – studio deweloperskie, producent gier komputerowych,
- GOG.com – serwis cyfrowej dystrybucji gier komputerowych.

## Historia spółki

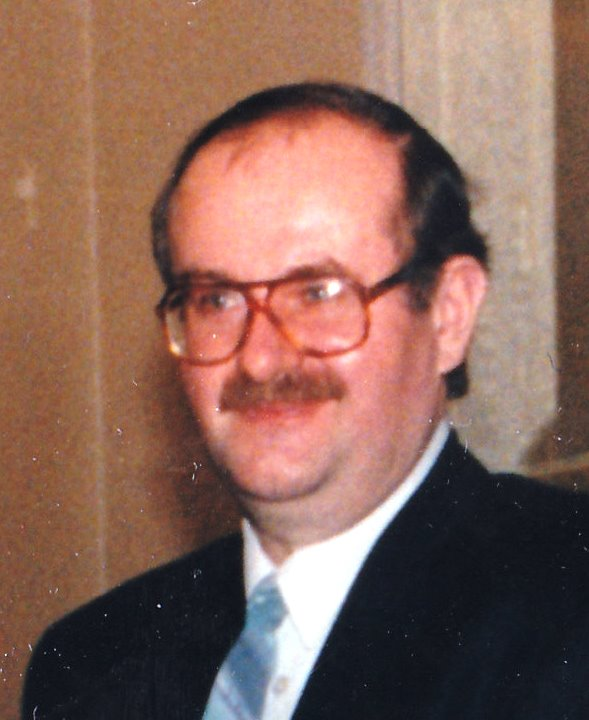
Roman Kluska, założyciel Optimusa

Spółka Optimus zmieniła dwukrotnie swoją nazwę i za każdym razem przejmowała ją od innej, zależnej od siebie firmy. 25 lipca 2011 roku spółka przyjęła nazwę CD Projekt Red, którą odziedziczyła od posiadanej przez siebie spółki CD Projekt Red. Oba podmioty dzieliły jedną nazwę do października 2011 roku, kiedy to spółka-córka połączyła się ze spółką-matką poprzez przeniesienie majątku. We wrześniu 2012 roku spółka CD Projekt, również zależna od CD Projekt Red zmieniła swoją nazwę na cdp.pl. W listopadzie tego samego roku, CD Projekt Red zmienił nazwę na CD Projekt, co miało ułatwić identyfikację grupy kapitałowej. Nazwa CD Projekt Red przetrwała i odnosi się do studia deweloperskiego, będącego formalnie częścią spółki.

### Optimus (1988–2011)
Przedsiębiorstwo powstało w 1988 roku, jako prywatna firma Romana Kluski z kapitałem 12 dolarów. Pierwsze komputery był składane w domu założyciela przez trzy osoby a spółka w krótkim czasie osiągnęła zysk 25,000 dolarów co pozwoliło w 1990 roku na rozpoczęcie produkcji sprzętu pod własnym znakiem towarowym oraz stać się jednym z dealerów Microsoft w Polsce. Do 1993 roku spółka była największą firmą komputerową w Polsce i jako pierwsza w kraju zastosowała w swoich konstrukcjach technologię Intel. Od sierpnia 1994 Optimus był notowany na Giełdzie Papierów Wartościowych w Warszawie. Do tego momentu posiadał 41% polskiego rynku komputerowego. W 1996 roku rozpoczęło działalność wydawniczą, w ramach której utworzono grupę "Edukacja i Rozrywka", skupiającą Optiums Bis (dystrybutor gier UbiSoft, Activision, Axall, Condor, Merit, Mindscape, SSI, id Software, SCI oraz Warner), Optimus Nexus (producent gier i multimediów) oraz Optimus Pascal (producent spolszczeń) a sam Optimus był przedstawicielem Disney Interactive. 13 października 1999 przedsiębiorstwo poszerzyło ofertę produktów o konsole do gier, stając się jednym z dwóch oficjalnych dystrybutorów Nintendo w Polsce. W latach 2000–2002 następowały przekształcenia prawne spółki, w wyniku czego została ostatecznie podzielona na dwa odrębne podmioty gospodarcze – Optimus i Grupę Onet. 28 sierpnia 2006 Komisja Papierów Wartościowych i Giełd podjęła decyzję o wycofaniu spółki z GPW. Powodem było niewłaściwie wykonywanie obowiązków informacyjnych przez spółkę. Decyzja nie weszła jednak w życie i Optimus pozostał na giełdzie.
Na początku 2006 r. główna siedziba spółki Optimus przeniesiona została z Nowego Sącza do Warszawy, a montaż komputerów na zasadzie outsourcingu do zakładu ABC Data. W tym samym roku firma złożyła również pozew o odszkodowanie w wysokości 35 mln zł za niezgodne z prawem decyzje organów skarbowych z 2002 roku, które według Optimusa doprowadziły do utraty renomy przez firmę, straty 27 mln zł oraz bezpośrednie koszty postępowania skarbowego w wysokości 8 mln zł.
31 października 2007 członkowie zarządu Optimusa, Piotr Lewandowski i Michał Lorenc, zostali zatrzymani przez CBŚ w sprawie kontrowersyjnego podwyższenia kapitału w spółce. 16 kwietnia 2008 Lewandowski został ponownie zatrzymany przez CBA pod zarzutem wyprowadzania pieniędzy ze spółki.
22 stycznia 2008 roku spółka złożyła do sądu wniosek o ogłoszenie upadłości z możliwością zawarcia układu, jednak został on wycofany po przeprowadzeniu publicznej emisji akcji, z której część wpływów (13,5 mln zł) została przeznaczona na pokrycie zobowiązań. Kolejny wniosek o upadłość został zgłoszony przez firmę Zatra, jednak sądy obu instancji oddaliły go.
Optimus jest twórcą największego polskiego portalu internetowego – Onet.pl. Po sprzedaży udziałów w firmie przez jej założyciela Romana Kluskę portal internetowy został przekazany do spółki-córki Onet, która następnie została przejęta przez grupę ITI, a w 2012 roku trafiła w ręce grupy Axel Springer Polska. Nazwa Onet.pl pochodzi od słowa OptimusNET.

### CD Projekt (2011–)
W październiku 2009 roku ujawniono plany połączenia Optimusa z firmą CDP Investment, właścicielem dystrybutora gier komputerowych CD Projekt. Powodem była chęć szybkiego wejścia silniejszego finansowo CDP Investment na giełdę papierów wartościowych. Od tego czasu działalność spółki skoncentrowała się niemal wyłącznie na produkcji, dystrybucji i lokalizacji gier komputerowych. Formalne przejęcie CDP Investment przez Optimusa nastąpiło 3 stycznia 2011 roku.
Według skonsolidowanego raportu finansowego za pierwszy kwartał 2011 Optimus SA był właścicielem następujących spółek: CD Projekt (dystrybucja i lokalizowanie gier komputerowych), CD Projekt Red (produkcja własnych gier komputerowych), Porting House (tłumaczenie i lokalizacja gier oraz przenoszenie gier na różne platformy cyfrowe), GOG Ltd. (cyfrowa dystrybucja gier komputerowych przez internet i sieci komórkowe), Optibox i Metropolis Software, przy czym ostatnie dwie z tych spółek znajdują się w stanie likwidacji.
Według tego samego raportu 43,76% akcji Optimusa należało do porozumienia osób fizycznych, w skład którego wchodzą Michał Kiciński (17,23%), Marcin Iwiński (16,76%), Piotr Nielubowicz (6,45%) i Adam Kiciński (3,32%), 9,48% akcji należy do PKO TFI, a pozostałe 46,76% jest rozproszone wśród drobnych akcjonariuszy z których żaden nie ma więcej niż 5% akcji.
25 lipca 2011 roku nastąpiła formalna zmiana nazwy spółki z Optimus Spółka Akcyjna na CD Projekt Red Spółka Akcyjna. W listopadzie następnego roku spółka przyjęła nazwę CD Projekt Spółka Akcyjna.
Przejęcie Optimusa i uczynienie go główną spółką grupy kapitałowej dało holdingowi istotną korzyść. Dzięki przejęciu CD Projektu i CD Projektu Red przez Optimusa i jego połączeniu z CDP Investment grupa spółek mogła wejść na giełdę dużo łatwiej niż w przypadku przekształcania tej ostatniej w spółkę akcyjną i jej przygotowania do debiutu na parkiecie w tradycyjny sposób.

### Sprzedaż marki Optimus (2013)
We wrześniu 2013 roku CD Projekt sprzedał markę Optimus spółce AB. W rezultacie powstała zależna od niej spółka Optimus, która, podobnie jak wszystkie kiedykolwiek związane z marką podmioty gospodarcze, świadczy usługi z zakresu informatyki.

### Identyfikacje graficzne firmy
Logo spółki CD Projekt do maja 2014 roku różniło się od dawnego logotypu spółki CDP jedynie barwą. Wspomniany logotyp był czerwony, podczas gdy grafika korporacyjna pierwotnej spółki CD Projekt miała kolor niebieski. Ta identyfikacja graficzna firmy bazowała na logo CD Projekt Red, w którym dodatkowo widniały 3 litery: R, E i D o tym samym kroju co reszta napisu, ale w kolorze bordowym podobnie jak pierwsze litery nazwy, czyli C i D. Logo studia deweloperskiego (pierwotnie CD Projekt Red Sp z o.o.) również zawierały ten sam logotyp, przy czym litery słowa RED zostały umiejscowione pionowo przy literze T. Wcześniejsze logo studia zawierało napis „RED STUDIO” i wizerunek budynków przemysłowych.

Pierwsze logo używane do sierpnia 2011
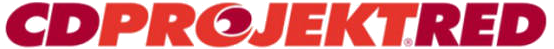
Drugie logo używane do listopada 2012
Trzecie logo używane do maja 2014

## Dawna grupa kapitałowa Optimusa
Spółka Optimus zajmowała się głównie produkcją komputerów, ale poprzez swoje spółki zależne obecna była także na rynku produkcji i dystrybucji gier i programów komputerowych, czy w rozwijającym się wówczas rynku portali internetowych.
| Nazwa spółki                                           | Opis |
| ------------------------------------------------------ | --- |
| Grupa Onet.pl                                          | Grupa Onet.pl SA była pierwszym podmiotem dominującym grupy kapitałowej. Jej oryginalna nazwa, Optimus SA, została po zmianach w strukturze holdingu przejęta przez spółkę Optimus Technologie SA. Grupa Onet.pl zaś skoncentrowała się wraz ze spółką zależną Onet.pl SA na rozwoju portalu internetowego. Chociaż formalnie to Grupa Onet.pl była oryginalnym Optimusem, właścicielem praw do marki i faktycznym następcą tej spółki był dawny Optimus Technologie, co miało znaczenie w procesach sądowych wytaczanych przeciwko Skarbowi Państwa Polskiego przez późniejszych właścicieli drugiej ze spółek, założycieli CD Projektu. |
| Optimus Technologie                                    | Spółka Optimus Technologie SA powstała w wyniku podziału spółki Optimus SA w celu wyodrębnienia części zajmującej się produkcją sprzętu komputerowego. Po dokonaniu formalnego podziału działalność operacyjną grupy przejęła spółka Optimus Technologie, natomiast Optimus został spółką holdingową, po czym zmienił nazwę na Grupa Onet.pl SA i połączył się prawnie ze spółką zależną Onet. Ostatecznie spółka Optimus Technologie przejęła nazwę Optimus i kontynuowała dotychczasową działalność do momentu połączenia z CDP Investment. Spółka Grupa Onet.pl została natomiast przejęta przez ITI i TVN i jej związki z grupą kapitałową zakończyły się. |
| Optimus Nexus                                          | Spółka Optimus Nexus zajmowała się produkcją gier komputerowych i programów edukacyjnych. Ważniejsze produkcje spółki to: Encyklopedia kosmosu, Encyklopedia zwierząt – ssaki, Encyklopedia świata – Ameryka Południowa, Encyklopedia świata – Ameryka Północna, Lasy Podpoduszańskie, Sekrety Króla, Tuguli – Wieże Aniołów, Pył, Moje pierwsze ABC, Moje pierwsze 123 zabawy matematyczne, Orient – Praktyczny przewodnik po Azji, Tomek i Oskar, Moje pierwsze zabawy z ortografią, Perełki Europy Środkowej, czy Blitzkrieg – Historia II wojny światowej. Spółka została wykreślona z rejestru przedsiębiorców 5 listopada 2001. |
| Optimus Pascal                                         | Spółka Optimus Pascal (początkowo Optimus Pascal Multimedia) była dystrybutorem programów edukacyjnych i gier komputerowych wyprodukowanych zarówno przez Optimus Nexus, jak i brytyjskiego Dorling Kindersley. Główne zlokalizowane produkcje to: Encyklopedia przyrody, Encyklopedia wszechświata, Encyklopedia człowieka, Multimedialne La La La – Piosenki z całego świata, Encyklopedia kotów, Encyklopedia ptaków, Jak to działa, Multimedialna Encyklopedia Powszechna, Clash, Zagadki Lwa Leona, Tajemnice domu strachów, Marzenia złotej rybki, Encyklopedia małego człowieka, Moje pierwsze spotkanie z komputerem, Moje pierwsze zabawy ze sztuką, Moja pierwsza Biblia, Encyklopedia dla dzieci, Słownik obrazkowy dla dzieci, Encyklopedia dinozaurów oraz Ojciec święty. W kolejnych latach działalności spółka zajmowała się rozwojem portalu internetowego Onet. W ramach przekształceń ówczesnej grupy Optimus spółka Optimus Pascal zmieniła nazwę na Onet.pl SA. W wyniku dalszych uproszczeń struktury właścicielskiej spółka prawnie połączyła się ze swoją spółką-matką Grupą Onet.pl SA i została wykreślona z rejestru przedsiębiorców. |
| Optikom-Bis                                            | Spółka Optikom-Bis powstała w 1989 jako KPHU „BIS”, podmiot początkowo niepowiązany kapitałowo z Optimusem. Jednak współpraca obu firm na gruncie handlowym zaowocowała przejęciem spółki w 1993 roku i zmianą nazwy na Optimus BIS. Zajmowała się instalacją kas fiskalnych, projektowaniem instalacji sieci komputerowych, produkcją oprogramowania, serwisem gwarancyjnym i pogwarancyjnym sprzętu komputerowego i jego dostawą. Była również dystrybutorem gier komputerowych. W 2002 roku Optimus BIS zmienił nazwę na Optikom-Bis i pod tą nazwą działa do dziś, obecnie na polu obsługi informatycznej przedsiębiorstw. Spółka nie ma już związków kapitałowych z dawnym Optimusem. |
| Optimus IC                                             | Optimus IC był producentem kas fiskalnych. W roku 2005 spółka ta zmieniła swoją nazwę na Novitus i zadebiutowała na GPW, a w kolejnym stała się własnością przedsiębiorstwa Comp. Ostatecznie, w 2011 roku w wyniku fuzji z nim, Novitus funkcjonuje jedynie jako jego oddział i marka usług. |
| OPTIbox                                                | Spółka OPTIbox rozpoczęła działalność w lipcu 2004 roku. Zajmowała się sprzedażą sprzętu elektronicznego. Jej partnerami były takie przedsiębiorstwa jak Intel, Microsoft, Epson i Logitech. |
| OPTeam                                                 | OPTeam SA (wcześniej Optimus-Comfort Sp z.o.o.) jest przedsiębiorstwem produkującym systemy oparte na kartach elektronicznych. Powstało w 1988 roku jako Comfort, a 4 lata później zostało przejęte przez Optimusa. Nie ma aktualnie związków kapitałowych z dawną spółką-matką. |
| Optimus Enterprise                                     | Spółka powstała w 2001 roku po przejęciu przez Optimusa spółki TCH Systems. Obszar jej działalności obejmował wdrażanie systemów ERP. Zarząd przedsiębiorstwa złożył wniosek o jego upadłość 19 sierpnia 2003 roku. |
| Optimus Consulting                                     | Optimus Consulting Sp. z o.o. to spółka, która do początku 2002 roku nosiła nazwę TCH Consulting, nim została przejęta przez Optimus. W 2004 roku Optimus zbył tę spółkę na rzecz jej pracowników. |
| Optimus Lockheed Martin – Information Technology Group | Optimus Lockheed Martin – Information Technology Group SA (OLM) była początkowo spółką joint venture Optimusa i Lockheed Martin. Celem założenia przedsiębiorstwa była chęć wspólnego oferowania usług dostarczania systemów IT i ich integracji, które kierowane miały być do dużych klientów korporacyjnych i rządowych. W 2001 roku została przejęta całkowicie przez nowosądeckiego akcjonariusza. |
| Optimus Systemy                                        | Optimus Systemy Sp. z o.o. to spółka, która skupiała się na opracowywaniu i dostarczaniu produktów oraz usług związanych z systemami informacyjnymi, integracją systemów a także zaawansowanymi technologiami. Jej powstanie wiązało się z zamiarem włączenia wydzielonego w niej działu Systemy do innej spółki zależnej – OLM. 31 marca 2006 roku spółka została wykreślona z KRS. |
| Itech                                                  | Itech Sp. z o.o. (dawniej Optimus-Itech) to spółka zlokalizowana na terenie Kielc, która zajmuje się sprzedażą komputerów, oprogramowania i kas fiskalnych. Przedsiębiorstwo zostało założone w 1987 roku. Spółka została sprzedana w ramach restrukturyzacji grupy kapitałowej. |
| Optimus Holding                                        | Optimus Holding SA to spółka holdingowa dla spółki Optimus Real Estate SA. 10 października 2003 roku nastąpiła decyzja o jej likwidacji w związku ze sprzedażą jedynej spółki-córki. |
| Optimus Real Estate                                    | Optimus Real Estate SA to spółka zarządzająca nieruchomościami grupy kapitałowej. |
| Optimus Computer                                       | Optimus Computer GmbH była spółką zlokalizowaną w Saarbrücken. Przedmiotem jej działalności była dystrybucja sprzętu komputerowego na terenie Niemiec. |